# كيه دو لا رابيه (مترو باريس)
كيه دو لا رابيه (بالفرنسية: Quai de la Rapée)‏ هي محطة مترو تابعة لمترو باريس تقع في فرنسا في الدائرة الثانية عشرة في باريس.[بحاجة لمصدر]

## التاريخ
افتُتحت المحطة في عام 1906، وسميت بمحطة كونترسكارب، وهو الاسم السابق لشارع الباستيل.
وفي عام 2018، بلغ عدد ركاب المحطة 1,273,466 راكبًا في عام 2018، مما جعلها تحتل المركز 288 من بين 302 محطة مترو.